# Foxiphalus similus
Foxiphalus similus är en kräftdjursart som beskrevs av J. L. Barnard. Foxiphalus similus ingår i släktet Foxiphalus och familjen Phoxocephalidae. Inga underarter finns listade i Catalogue of Life.